# Sourdeval
Sourdeval é uma comuna francesa na região administrativa da Normandia, no departamento Mancha. Estende-se por uma área de 36,08 km². Em 2010 a comuna tinha 3 229 habitantes (densidade: 89,5 hab./km²).